# Plátce daně
Plátce daně je fyzická či právnická osoba, která je povinna daň vypočítat, vybrat a odvést do státního rozpočtu (prostřednictvím správce daně). U tzv. nepřímých daní je plátcem jiná osoba než poplatník (daňový subjekt) a plátce tak zprostředkovává odvedení daní vybraných od poplatníků nebo sražených poplatníkům. U přímých daní je plátcem daně přímo daňový subjekt.